# Итон (мифология)
Итон (др.-греч. Ἴτωνος), или Итоний — сын Амфиктиона. Имел от нимфы Меланиппы сына Беота, по которому названа Беотия. Отец Хромии, жены Эндимиона. Отсюда храм Афины, которую называли Итонией, в Беотии.
В другой версии родословной Итон — сын Беота. Сыновья Гиппалким, Электрион, Архилик, Алегенор.